# Flawiana
Flawiana – imię żeńskie pochodzenia łacińskiego. Wywodzi się od nazwy rzymskiego rodu Flawiuszów. Oznacza "należąca do Flawiusza, pochodząca od Flawiusza". Patronką tego imienia jest św. Flawiana z Auxerre.
Flawiana imieniny obchodzi 5 października.
Męski odpowiednik: Flawian